# Paramitraceras femoralis
Paramitraceras femoralis is een hooiwagen uit de familie Stygnopsidae.